# Cú đấm xốc

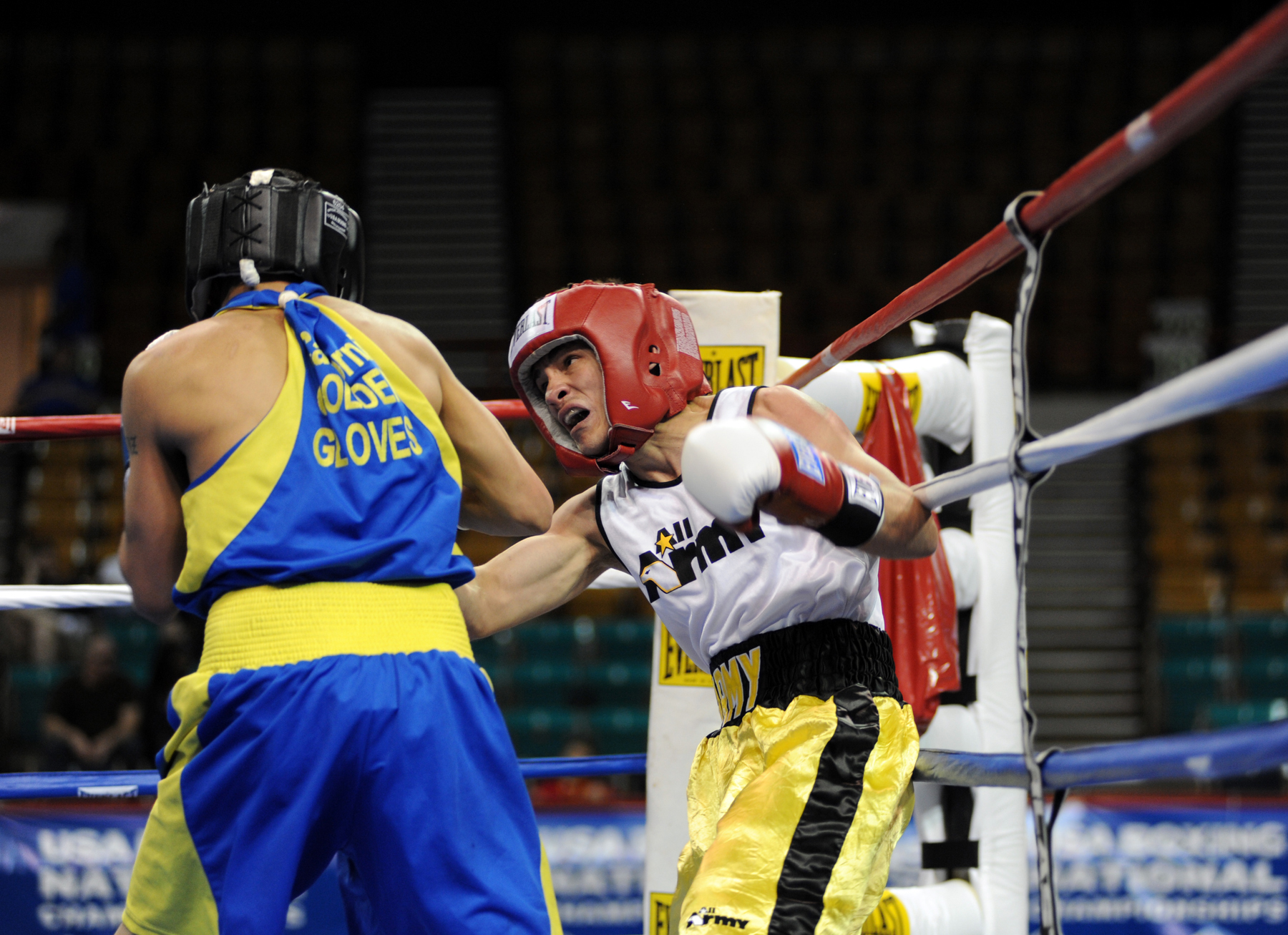
Một cú đấm xốc

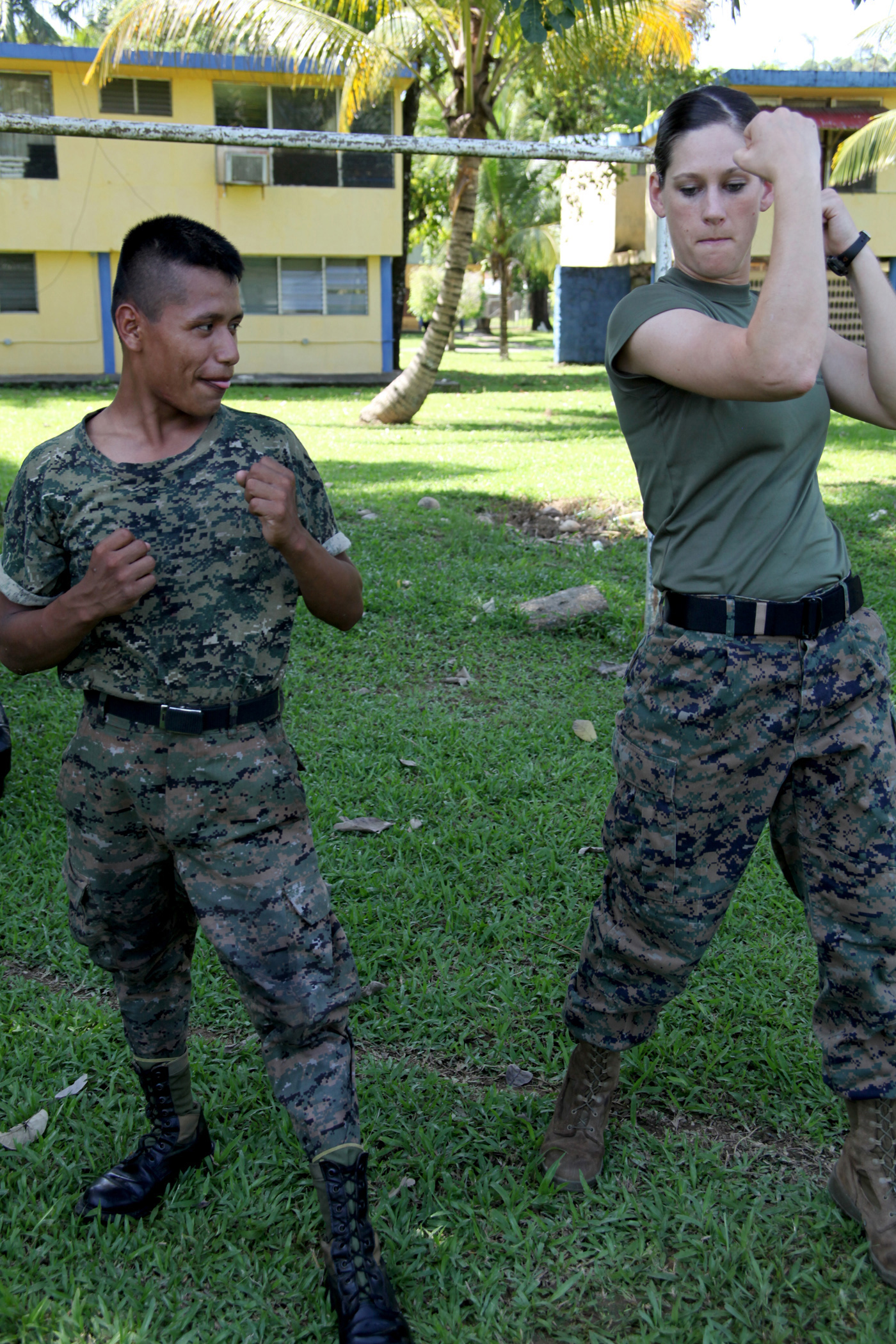
Tập luyện cú đấm xốc trong quân đội Mỹ

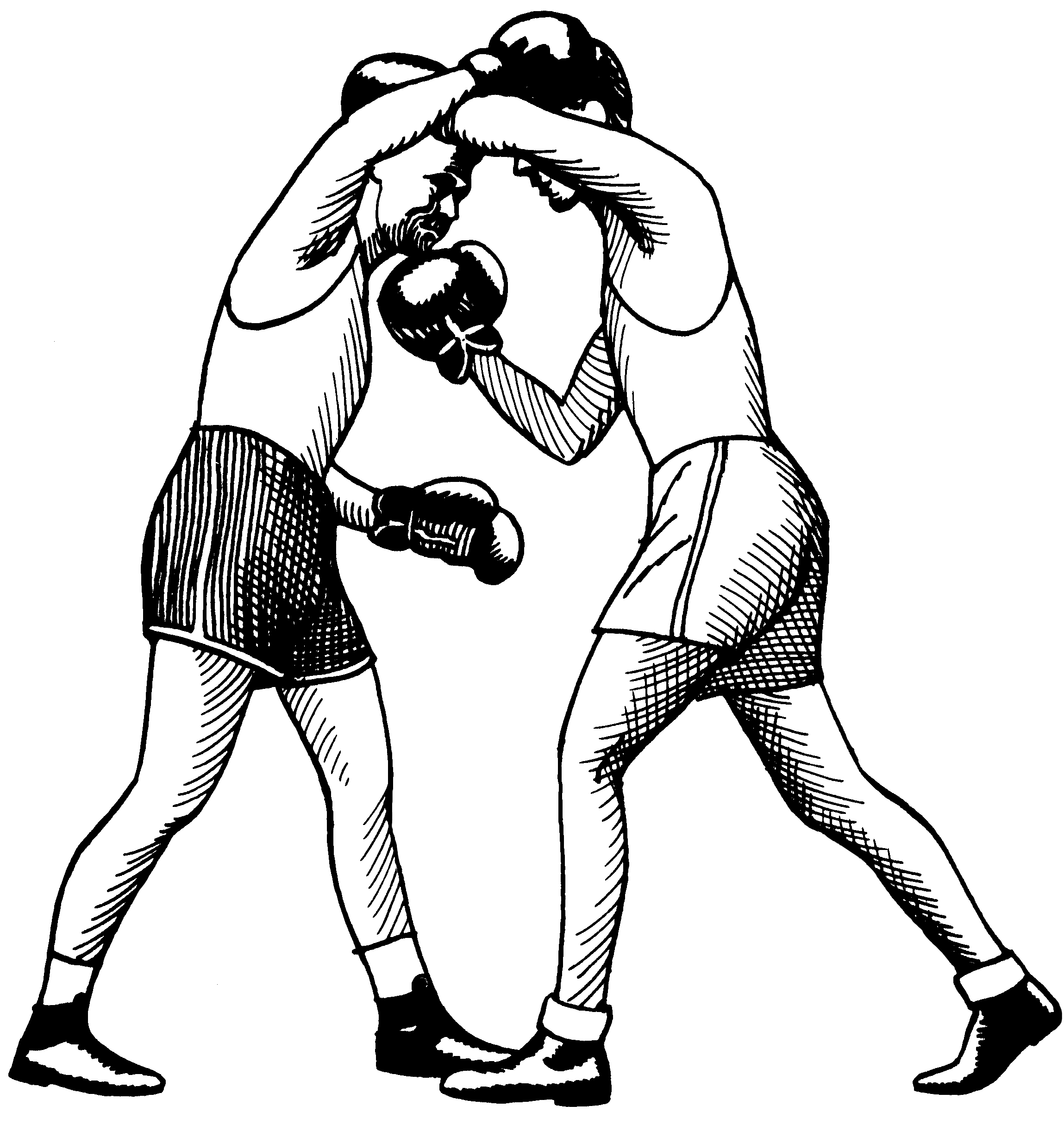
Ký hoạ về một cú đấm xốc

Cú đấm xốc (Uppercut) hay đòn móc ngược hay còn gọi là cú múc hay đòn bật ngược hay Cú đấm số 4 là một cú móc ngược đấm chếch theo hướng thẳng đứng, hướng từ dưới lên trên và được tung ra bằng tay sau. Đây là một cú đấm được sử dụng trong quyền Anh bắt đầu tung ra từ dưới lên trên theo chiều dọc nhắm vào cằm hoặc phần bụng trên của đối thủ. Cú đấm móc dưới (đấm xốc) rất hữu ích khi tung ra ở cự ly gần vì chúng được cho là gây ra nhiều sát thương hơn. Đòn đấm xốc là một cú đấm mạnh đầy uy lực và lợi hại vì có khả năng hạ gục đối thủ tại chỗ. Samuel Elias được cho là người sáng tạo ra cú đấm này, người ta đưa tin rằng Samuel Elias đã gây náo loạn, nổi đình nổi đám với đòn đánh mới lợi hại này cho đến khi tìm ra cách mới để khắc chế nó. Các võ sĩ quyền Anh nổi tiếng với những cú đấm xốc có thể kể đến như Lennox Lewis, Joe Louis, Wilfredo Gómez, Julio César Chávez, Sonny Liston, George Foreman, Mike Tyson, Rubén Olivares và Sandy Saddler.

## Kỹ thuật
Bắt đầu từ vị trí thủ thế, tay đấm sẽ thi triển thân mình hơi lệch sang phải, tay sau hạ xuống dưới ngang ngực đối phương và hơi khuỵu gối. Từ vị trí này, tay sau đẩy lên trên theo hình vòng cung hướng lên cằm hoặc thân của đối phương. Đồng thời, đầu gối đẩy lên trên một cách nhanh chóng bùng nổ, thân và hông xoay ngược chiều kim đồng hồ và gót chân sau quay ra ngoài, bắt chước chuyển động cơ thể xoáy ngược. Chiến lược của đòn đấm xốc phụ thuộc vào khả năng đẩy cơ thể của đối thủ lên, khiến đối thủ mất thăng bằng từ các đòn tấn công liên tiếp theo chuỗi đòn. Cú móc ngược bên phải sau đó là cú đấm móc ngang bên trái (Hook) là một sự kết hợp chết người sử dụng để hạ gục đối thủ. Khi thực hiện một cú đấm xốc, người tấn công nên ở gần mục tiêu, để ngăn đối thủ phát hiện ra cú đấm đang đến và phản công bằng một cú đấm thẳng. Một cú đấm móc vòng từ bên ngoài cũng mất đi một phần sức mạnh vì cánh tay không còn đà cong ở khuỷu tay và không thể truyền lực của toàn bộ cơ thể một cách hiệu quả trong chuyển động hướng lên trên.